# José Manuel Pérez
José Manuel Pérez (San Miguel de Tucumán, 5 de junio de 1787 - 29 de septiembre de 1859) fue un sacerdote y político argentino, miembro del Congreso que sancionó la Constitución Argentina de 1853.
Estudió en el Convento de Santo Domingo de Buenos Aires, bajo la dirección de Luis José de Chorroarín, y se ordenó fraile dominico en julio de 1810 en el mismo convento, donde enseñó filosofía y teología hasta 1819, año en que regresó a Tucumán. Allí se destacó como profesor de latín, filosofía y teología, y además reorganizó la escuela primaria del convento. Fue también un destacado orador sagrado, siendo respetado al punto que no se le obligó a pronunciarse en contra de ningún partido.
Por muchos años fue prior del convento, e incluso llegó a ser el superior de todos los dominicos del país. Durante los gobiernos unitarios luchó duramente en el púlpito y en la prensa para evitar que la reforma eclesiástica de Buenos Aires se extendiera a Tucumán, lo que hubiese llevado al cierre del convento y la escuela.
Fue diputado provincial desde 1823 hasta 1847, casi sin interrupción. Fue amigo de los gobernadores federales Nicolás Laguna, Alejandro Heredia y Celedonio Gutiérrez. Como presidente de la Legislatura promovió un acuerdo con una empresa minera británica, a condición de que creasen una escuela de minería.
A fines de 1852 fue nombrado diputado al Congreso Constituyente que se reuniría en Santa Fe, junto con su exalumno predilecto Salustiano Zavalía. Fue su presidente durante varias de las sesiones preparatorias, entre ellas la que decidió que se nombraría una comisión redactora de cinco miembros. Cuando ésta presentó el proyecto abiertamente liberal de José Benjamín Gorostiaga y Juan María Gutiérrez se opuso a su sanción, pero fue superado por los liberales y la presión que ejercía el presidente Justo José de Urquiza. Terminó votando su aprobación.
Fue vicario eclesiástico provincial, y varias veces rechazó el cargo de obispo de Salta para el que se lo proponía. No volvió a actuar en política. Fue vicario episcopal en Tucumán y fue propuesto para el cargo de obispo auxiliar de Salta, pero no llegó a ser nombrado debido a su fallecimiento, ocurrido en su ciudad en septiembre de 1859.